# Burg Birkenfels (Elsass)

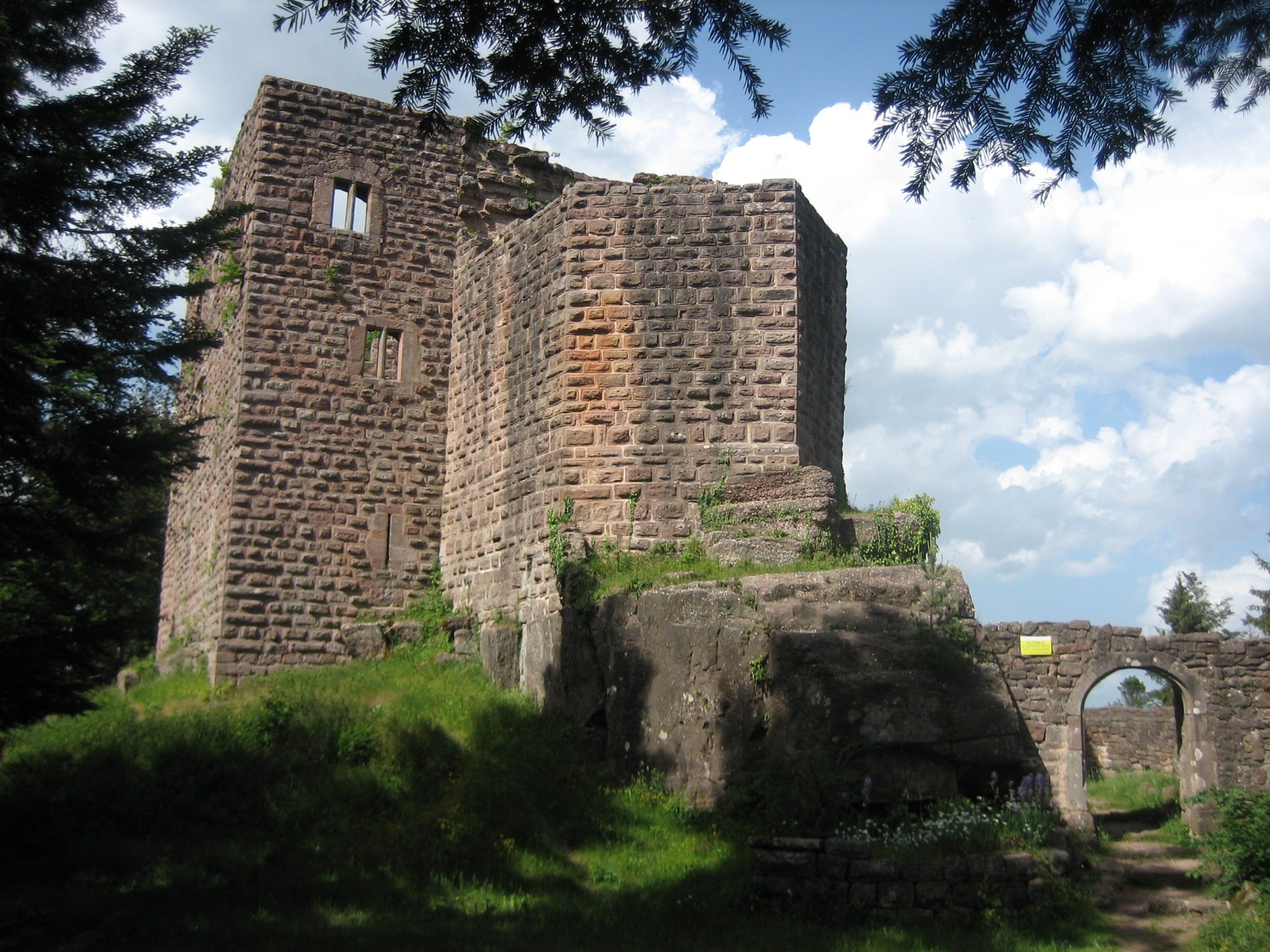
Burgruine Birkenfels, Ansicht von Süden

Die Ruine der Burg Birkenfels (französisch Château du Birkenfels, seltener auch Château de Birkenfels) steht zwei Kilometer südwestlich des Odilienbergs auf dem Gebiet der elsässischen Gemeinde Ottrott.
Die Höhenburg wurde von der Familie Be(r)ger errichtet und ist eine von insgesamt neun Wehranlagen, die auf nur wenigen Quadratkilometern rund um den Odilienberg stehen. Nach Aussterben der Beger vergab Kaiser Karl V. das Reichslehen an seinen Vizekanzler Matthias von Held, der es 1537 an die Familie Joham von Mundolsheim veräußerte. Schon in der zweiten Hälfte des 16. Jahrhunderts wurde die Burg aufgegeben. Nach dem Dreißigjährigen Krieg verfiel sie endgültig zu einer Ruine, ehe sie während der Französischen Revolution in das Eigentum der Stadt Obernai (deutsch Oberehnheim) überging, auf deren Territorium sie stand. Die Stadt ist heute noch Eigentümerin, hat die Anlage aber in die Obhut der Association pour la Conservation du Patrimoine Obernois gegeben, eines Vereins, der sich der Erhaltung von Denkmälern rund um Obernai verschrieben hat.
Die früher unter anderem Bergfels, Bergfeldschloss und Birkwaldschloss genannte Burg wird heute auch kurz nur als Le Birkenfels (deutsch der Birkenfels) bezeichnet. Sie steht seit dem 16. November 1984 als Monument historique unter Denkmalschutz und ist frei zugänglich.

## Lage
Die Burgruine steht auf einem Sandsteinfelsen auf einer Höhe von 675 m ü. NN im Hinterland der mittleren Vogesen und hatte damit kaum einen strategischen Wert. Hinzu kam, dass zu der Anlage kein umliegender Landbesitz und keine Versorgungshöfe gehörten. Sie hatte wohl eher eine Schutzfunktion für den Wald oder könnte die östlich und südlich des Burgfelsens vom Odilienberg über den Champ du Feu bis ins Breuschtal verlaufende Hochstraße kontrolliert haben. Nur etwa 1,2 Kilometer entfernt liegt in Richtung Norden die Ruine der Burg Dreistein, von der es ebensoweit bis zur Ruine Hagelschloss ist. Die Burg Kagenfels liegt nordwestlich nur etwas über zwei Kilometer von Birkenfels entfernt, und in südöstlicher Richtung findet sich in rund drei Kilometern Entfernung die Burg Landsberg.

## Beschreibung
Die Kernburg der kleinen Anlage besteht aus den Resten eines Wohnbaus, dem an der südlichen Angriffsseite ein fünfeckiger Bergfried vorgebaut ist. Birkenfels entspricht in seiner Konstellation somit dem typischen Verteidigungsstandard des 13. Jahrhunderts. Östlich der beiden Bauten findet sich etwas tiefer gelegen das Areal der einstigen Vorburg. Die gesamte Anlage war an der Südseite durch einen nur sehr flachen, wahrscheinlich unvollendeten Halsgraben geschützt. Als Baumaterial kam der am Fels anstehende rote Sandstein zum Einsatz. In unmittelbarer Umgebung der Ruine befinden sich noch zwei Steinbrüche der Burgbaustelle, unter anderem wurde das beim Anlegen des südlichen Halsgrabens anfallende Gestein verwendet. Die Tür- und Fenstereinfassungen sind aus Haustein gefertigt.
Zugang zur Burg gewährt ein Rundbogenportal in spätgotischen Formen an der Südseite der Anlage. Es war früher vielleicht nur über eine Zugbrücke erreichbar. Nach Durchqueren des Tores steht der Besucher im Bereich der einstigen Vorburg aus der zweiten Hälfte des 15. Jahrhunderts. Das 32 Meter lange Areal ist von einer Ringmauer aus Bruchstein mit abschließendem Wehrgang umgeben, der eine Brustwehr und Zinnen besaß. An der Nordseite befindet sich eine kleine Nebenpforte, die zu einer Terrasse führt. Diese könnte früher einmal ein Garten gewesen sein.

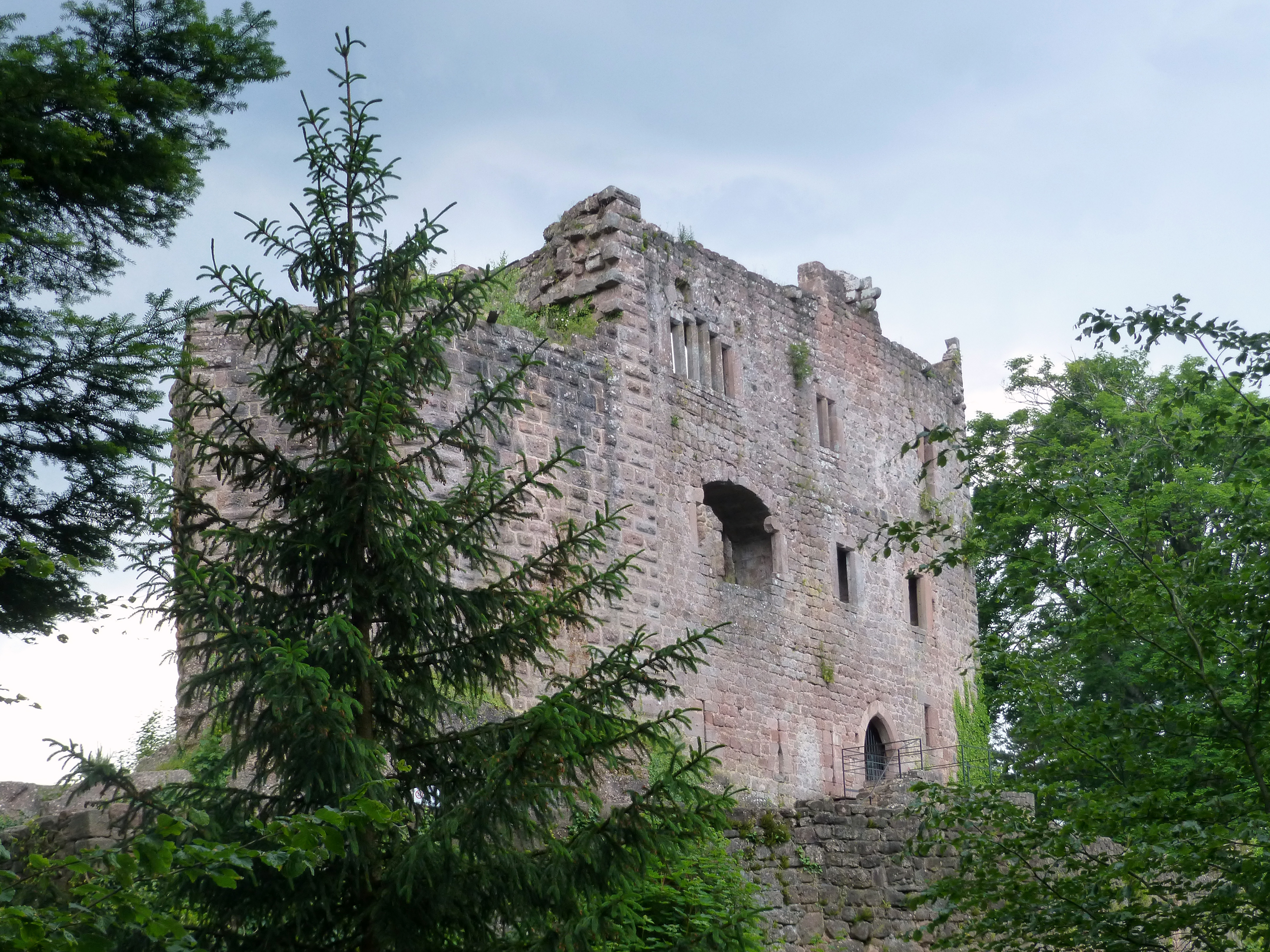
Ansicht des Wohnbaus von Südosten

Zugang zum dreigeschossigen Wohnbau der Burg bot ein Spitzbogentor im ersten Obergeschoss des Gebäudes. Zwei darunter befindliche Kragsteine trugen einst einen hölzernen Vorbau. Dieser wurde in der zweiten Hälfte des 15. Jahrhunderts oder in der ersten Hälfte des 16. Jahrhunderts durch einen zweigeschossigen, turmartigen Vierecksbau aus Stein ersetzt, zu dessen Südseite eine in den Fels gehauene Rampe mit anschließender Zugbrücke führte. Gleichzeitig schützte dieser Vierecksbau die Pforte in der nördlichen Ringmauer der Vorburg. Heute ist von ihm nur noch der untere, rekonstruierte Teil vorhanden. Das Erdgeschoss des Wohnbaus diente als Lager und zu Verteidigungszwecken, wovon die hohen Schlitzscharten an beiden Längsseiten zeugen. Die Obergeschosse beherbergten die Wohnräume der Burgherrschaft. Die Außenmauern sind heute noch 14 Meter hoch und im Erdgeschoss 1,8 Meter dick. Nach oben verjüngen sie sich pro Etage um etwa 20 Zentimeter. Den oberen Abschluss bildete ein Wehrgang, von dem noch geringe Reste der Brustwehr erhalten sind. Über dem Eingangstor lang ein Wehrerker, dessen Konsolsteine erhalten sind. Die Süd- und die Westmauer sind außen mit Buckelquadern verkleidet, während die Nord- und die Ostwand aus hammerrechtem Quaderwerk bestehen. An allen Seiten finden sich in den Obergeschossen rechteckige Doppelfenster mit schlichten Mittelstützen, jedoch sind diese mit Ausnahme eines Exemplars alle nicht mehr original, sondern Kopien aus dem 19. Jahrhundert. Viele Fenster liegen in Stichbogennischen mit Sitzbänken. Im Inneren misst das Gebäude rund 19 Meter in der Länge und besitzt eine Breite von etwa 6,5–9 Metern. In beiden Geschossen gab es jeweils nur ein Zimmer mit Kamin, von denen noch geringe Reste an den Innenwänden erhalten sind. Die übrigen Räume wurden durch Kachelöfen beheizt. Die Wände des Gebäudes zeigen Spuren eines großen Brandes.
An der gefährdeten Südseite ist dem Wohnbau ein fünfeckiger Bergfried vorgesetzt. Sein Mauerwerk aus Buckelquadern mit Zangenlöchern steht noch bis zu einer Höhe von acht Metern und ist damit niedriger als das Wohngebäude. Anhand der in den höheren Partien vorhandenen Steine zur Verzahnung wird deutlich, dass der Turm einmal höher geplant war, jedoch nie fertiggestellt wurde. Ein weiteres Indiz dafür ist das Fehlen eines Zugangs. Dieser war offensichtlich über den Wehrgang auf Dachhöhe des Wohnbaus geplant. Birkenfels ist die einzige Burg im Elsass, für die bekannt ist, dass der Bergfried niemals fertiggestellt wurde. In der Mitte seiner drei Meter dicken Südwand befindet sich ein Abort in der Mauerstärke. Wegen der enormen Dicke der Mauer ist der Innenraum des Bergfrieds recht klein, er misst nur rund 4,5 Meter × 2,8 Meter.
Auffällig ist an der Burganlage, dass bei ihrem Bau der Wohnlichkeit Vorzug vor der Wehrhaftigkeit gegeben wurde. Die Wehrelemente sind für eine spätmittelalterliche Anlage nur wenig ausgeprägt, zum Beispiel steht der Bergfried zwar an der unsicheren Angriffsseite südlich des Wohnbaus, deckt diesen aber nur zu einem Teil ab. An der Südseite besitzt der Palas sogar große Doppelfenster in den Obergeschossen.

## Geschichte
Da es über die Burg Birkenfels nur wenige urkundliche Zeugnisse gibt, stützt sich die Geschichte der Anlage nicht nur auf zeitgenössische Urkunden, sondern zusätzlich auf Baubetrachtungen und Grabungsergebnisse.
Eine erste urkundliche Erwähnung fand die Burg 1289, als König Rudolf von Habsburg den „Bergfels in dem Bann zu Ehenheim“ mit Zustimmung der Bürger von Obernai an Burkhard Beger („Burckart den wiser Beger“), einen Ministerialen des Bischofs von Straßburg, verlehnte. Die Beger sind ab 1200 als bedeutende straßburgische Dienstmannen bezeugt. In der nicht mehr erhaltenen und nur teilweise überlieferten Urkunde wurde festgelegt, dass der Lehnsmann alljährlich ein Pfund Wachs an die Liebfrauenkapelle in Obernai zu zahlen hatte, denn die Burg war wohl auf Geheiß des Bischofs Walter von Geroldseck durch Burkhards Vater Albrecht Wisseberger widerrechtlich auf Grund und Boden der Stadt errichtet worden. So etwas hält die Forschung nur für die Zeit des Interregnums für möglich, da der Straßburger Bischof lediglich von 1246 bis 1262 faktisch Herr über die eigentlich zum Heiligen Römischen Reich gehörenden Ländereien rund um Obernai und den Odilienberg war. Nachdem Konrad III. von Lichtenberg 1273 zum Straßburger Bischof und Rudolf I. zum König gewählt worden war, entspannte sich die Lage zwischen dem Hochstift Straßburg und dem Reich wieder, da Konrad als Freund der Habsburger bekannt war. Die Forschung datiert den Bau der Burg mehrheitlich auf die Zeit um 1260, lediglich Charles-Laurent Salch (siehe Literatur) vermutet, dass die Anlage erst zwischen 1285 und 1289 entstanden ist. Als Grund gibt er den ähnlich lautenden, 1285 geschlossenen Lehnsvertrag für die unter gleichen Umständen entstandene Burg Kagenfels an. Er geht davon aus, dass auch für Birkenfels bereits früher eine offizielle Belehnung stattgefunden hätte, wenn die Burg zu jener Zeit schon existiert hätte.

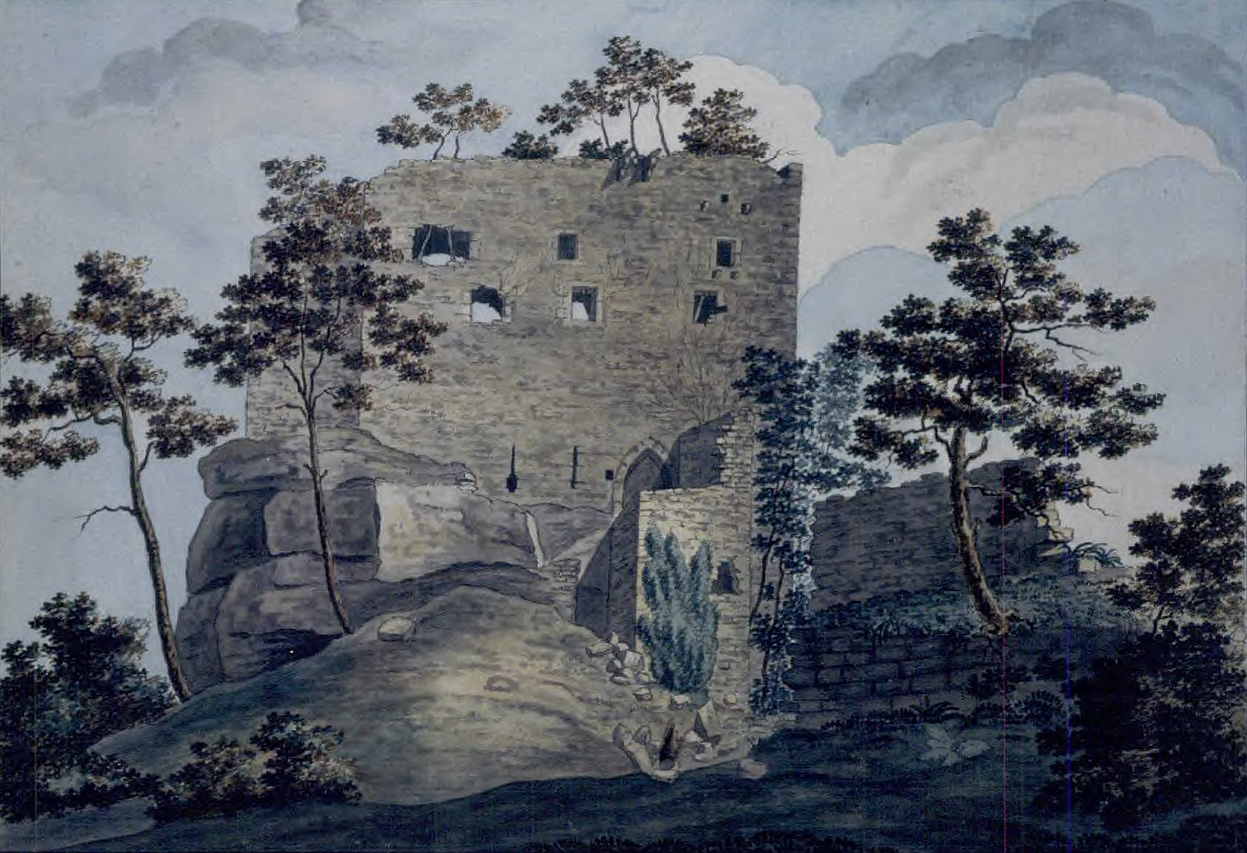
Die Burgruine auf einem Aquarell von Emanuel Friedrich Imlin aus dem Jahr 1815

Nach der Ersterwähnung findet sich in der Überlieferung lange Zeit nichts mehr über die Burg. Erst 1434 findet sie sich als „die zarge Birkenveltz“ in einer Urkunde wieder. Dort wird sie als Lehen des Caspar Beger und seiner Brüder genannt und als Reichslehen bestätigt, jedoch legt die Wortwahl nahe, dass sie zu jener Zeit eine Ruine war. Aufgrund der gefundenen Brandspuren im Inneren des Wohnbaus wird vermutet, dass die Anlage im 13. oder 14. Jahrhundert abgebrannt und bis 1434 nicht wieder aufgebaut worden war. Ausgrabungen im nördlichen Teil der Vorburg brachten allerdings zahlreiche archäologische Funde zutage, die eine intensive Nutzung der Burg im 15. Jahrhundert belegen, wobei früher zu datierendes Material völlig fehlt. Die Funde zeigen, in Kombination mit noch erhaltenen Mauerresten, dass die Burg im 15. Jahrhundert wiederaufgebaut und ausgebessert wurde. Thomas Biller und Bernhard Metz (siehe Literatur) vermuten, dass die Burggeschichte wie folgt verlief: Um 1260 begonnen, war die Anlage im Frühjahr 1262 ein weit fortgeschrittener Rohbau. Nachdem der Straßburger Bischof im März dieses Jahres gegen die Truppen der Straßburger Bürgerschaft in der Schlacht von Hausbergen eine Niederlage hatte hinnehmen müssen, verwüsteten die Straßburger erst Obernai und schickten dann eine Abordnung auf die Burgbaustelle von Birkenfels, um auch dort Feuer zu legen. Da die Familie Beger in der Folgezeit vorerst weder Gelegenheit noch Interesse am Weiterbau hatte, blieb Burg Birkenfels bis in das frühe 15. Jahrhundert eine Rohbauruine. Dann erst ließen die Besitzer die Anlage reparieren und weiterbauen, aber ohne jemals den Bergfried zu vollenden. Die lange Zeit als Ruine wäre auch ein möglicher Grund, warum die Burg für rund 150 Jahre nicht in Urkunden erscheint. Schon im Jahr 1465 residierten die Beger nicht mehr selbst auf Birkenfels, sondern ließen die Anlage durch ihren Burgvogt Fritsche von Nideck verwalten. Um 1470–1477 gaben sie sie als Afterlehen an Emmerich Ritter.
1521 wurden die Lehnsrechte der Familie Beger noch einmal von Kaiser Karl V. bestätigt. Als sie mit Matthias dem Unsinnigen 1532 im Mannesstamm ausstarb, zog der Kaiser das erledigte Reichslehen ein und gab es an seinen Vizekanzler Matthias von Held. Der verkaufte die Burg schon fünf Jahre später an den Straßburger Patrizier Conrad Joham von Mundolsheim, dessen Familie bis zur Französischen Revolution Besitzerin blieb. Aber auch sie bewohnte die Anlage nicht selbst, sondern ließ sie von Vögten verwalten. In der zweiten Hälfte des 16. Jahrhunderts wurde Birkenfels als Wohnsitz vollends aufgegeben und verlassen. In der Folgezeit verfielen die Gebäude und wurden von den Bewohnern der Umgebung als Steinbruch genutzt. Schon auf der von Daniel Specklin bis 1576 angefertigten Elsasskarte ist die Burg nicht mehr verzeichnet. Während der Revolution wurde die Ruine Eigentum der Stadt Obernai, der sie heute noch gehört.
Die Société pour la conservation des monuments historiques d’Alsace (deutsch Gesellschaft zur Erhaltung der historischen Monumente des Elsass) ließ 1869 Sicherungsarbeiten an der Ruine vornehmen. Die Stadt Obernai gab sie 1973 in die Obhut der Association pour la sauvegarde de l’architecture médiévale (A.S.A.M.) (deutsch Vereinigung zur Rettung der mittelalterlichen Architektur), die im nördlichen Drittel der Vorburg bis 1979 Ausgrabungen vornahm und die Ringmauer restaurierte sowie die Zugangsrampe und den Eingangsturm des Wohnbaus behutsam rekonstruierte. 1984 gründete sich schließlich die Association pour la Conservation et la Rénovation du Château du Birkenfels (heute Association pour la Conservation du Patrimoine Obernois), die sich um die Erhaltung der Burg kümmert.